# Radio 3 (Satellit)
Radio 3, Radio Sputnik 3 oder RS-3 ist ein sowjetischer Amateurfunksatellit, der vom zentralen Radioklub der DOSAAF entwickelt und gebaut wurde. Radio 3 (und auch Radio 4) enthielt keinen Transponder und wurde als Experimentalsatellit bezeichnet.

## Mission
Der Satellit wurde am 17. Dezember 1981 gemeinsam mit RS-4 bis RS-8 mit einer russischen Kosmos-3M-Trägerrakete vom Kosmodrom Plessezk in Russland gestartet. Als Kommandostation wurde RS3A in Moskau benannt.

## Frequenzen
- 29,321-MHz-Bake 1
- 29,401-MHz-Bake 2